# 윈도우 모바일 5.0
윈도우 CE 5.0 기반인 윈도우 모바일 5.0(Windows Mobile 5.0, 코드명: Magneto)은 윈도우 모바일 2003 SE의 뒤를 잇는 모바일 운영체제로 2005년 5월 9일 발표되었다.
윈도우 모바일 5.0은 비휘발성 메모리를 지원하도록 변경되어 배터리가 끊어진 이후에도 메모리 내용이 보호되도록 변경되었다.

## 주요 기능
윈도우 모바일 5.0은 기본적으로 다음 기능을 제공했다.
ARM 계열 전용 CPU 지원
- 윈도우 모바일 전용 마이크로소프트 오피스인 오피스 모바일(Office Mobile) 탑재
- USB나 블루투스를 통해 연결된 컴퓨터와 휴대전화가 인터넷 연결을 공유하도록 하는 인터넷 연결 공유(ICS) 기능 제공
- 오늘 날짜, 소유자 정보 접근, 약속, 이메일 등을 표시하는 Today 화면